# Atramentowa…
Atramentowa... – album studyjny Stanisławy Celińskiej z piosenkami poetyckimi, wydany w maju 2015 roku przez Agencję Muzyczną Polskiego Radia. Na płycie znalazł się m.in. cover  Hey „Do rycerzy, do szlachty, do mieszczan” nagrany we współpracy z Katarzyną Nosowską oraz duet z Muńkiem Staszczykiem. Prapremiera płyty miała miejsce w Centrum Artystycznym Fabryka Trzciny w Warszawie podczas koncertu jubileuszowego artystki.
Album zadebiutował na 1. miejscu polskiej listy przebojów – OLiS. Uzyskał status dwukrotnie platynowej płyty.

## Lista utworów
| 1.  | „Czerń i biel”                                                        | 5:07    |
|     |                                                                       |         |
| 2.  | „Czy o kimś ktoś”                                                     | 4:32    |
|     |                                                                       |         |
| 3.  | „Atramentowa rumba”                                                   | 4:40    |
|     |                                                                       |         |
| 4.  | „Do rycerzy, do szlachty, do mieszczan” gościnnie: Katarzyna Nosowska | 6:16    |
|     |                                                                       |         |
| 5.  | „Drzwi odemknij”                                                      | 4:23    |
|     |                                                                       |         |
| 6.  | „Moje życie, twoje życie”                                             | 3:40    |
|     |                                                                       |         |
| 7.  | „Obfitość”                                                            | 3:15    |
|     |                                                                       |         |
| 8.  | „Jego portret”                                                        | 5:49    |
|     |                                                                       |         |
| 9.  | „I znowu on”                                                          | 3:36    |
|     |                                                                       |         |
| 10. | „Nie strasz”                                                          | 6:40    |
|     |                                                                       |         |
| 11. | „Smuteczku mój”                                                       | 4:16    |
|     |                                                                       |         |
| 12. | „Szeptem do mnie mów”                                                 | 3:51    |
|     |                                                                       |         |
| 13. | „Wielka słota” gościnnie: Muniek Staszczyk                            | 5:00    |
|     |                                                                       |         |
| 14. | „Wakacje z deszczem”                                                  | 3:50    |
|     |                                                                       |         |
| 15. | „Pieśń cygańska” (utwór dodatkowy)                                    | 5:58    |
|     |                                                                       |         |
|     |                                                                       | 1:10:53 |
|     |                                                                       |         |